# Iker Flores

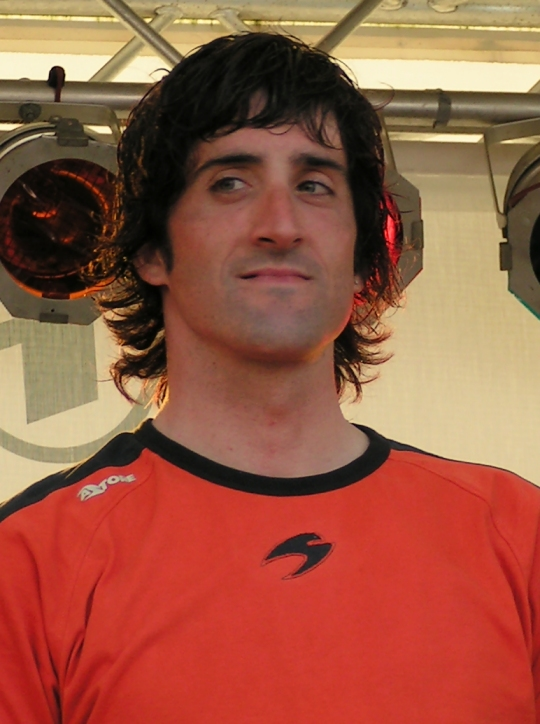
Iker Flores bei der Deutschland Tour 2006 in Düsseldorf.

Iker Flores Galarza (* 28. Juli 1976 in Urdiain) ist ein ehemaliger spanischer Radrennfahrer.
Iker Flores begann seine Profikarriere 1999 bei der baskischen Radsportmannschaft Euskaltel-Euskadi, bei dem er bis 2006 blieb. Bei der Tour de l’Avenir gewann er 2000 eine Etappe und entschied auch die Gesamtwertung für sich. Ein Jahr später nahm er zum ersten Mal an der Tour de France teil, fuhr sie aber nicht zu Ende. 2004 fuhr er mit dem 60. Platz in der Gesamtwertung seine bisher beste Tour. Außerdem wurde er auf der siebten Etappe Zweiter hinter Filippo Pozzato. Bei der folgenden Tour de France 2005 kam er wieder in Paris an, belegte aber diesmal wie schon sein Bruder Igor zuvor schon im Jahr 2002 den letzten Platz im Gesamtklassement. 2006 bestritt er den Giro d’Italia und beendete das Rennen als 35.
Nachdem die Lokalregierung der Kanarischen Inseln Ende 2007 mitteilte, dass sie das Team Fuerteventura-Canarias von Flores nicht weiter sponsern werde, gab er bekannt, dass er seine Profi-Karriere beenden werde.

## Erfolge
2000
- eine Etappe und Gesamtwertung Tour de l’Avenir

2001
- Bergwertung Circuit Cycliste Sarthe

2007
- Punktewertung Baskenland-Rundfahrt

## Teams
- 1999–2006 Euskaltel-Euskadi
- 2007 Fuerteventura-Canarias